# Aloe perryi
Aloe perryi ist eine Pflanzenart der Gattung der Aloen in der Unterfamilie der Affodillgewächse (Asphodeloideae). Das Artepitheton perryi ehrt Wykeham Perry, der 1880 auf Sokotra Pflanzen sammelte.

## Beschreibung

### Vegetative Merkmale
Aloe perryi wächst einzeln und stammbildend. Die aufrechten oder niederliegenden Triebe sind etwa 30 Zentimeter lang und 5 Zentimeter breit. Die zwölf bis 30 lanzettlich-spitzen Laubblätter bilden dichte Rosetten. Die glauk-grüne, rötlich überhauchte Blattspreite ist 35 Zentimeter lang und 7,5 Zentimeter breit. Die hellbraunen Zähne am Blattrand sind etwa 4 Millimeter lang und stehen 6 Millimeter voneinander entfernt.

### Blütenstände und Blüten
Der Blütenstand besteht in der Regel aus zwei bis drei Zweigen und erreicht eine Länge von 50 bis 60 Zentimeter. Die dichten, länglich zylindrischen Trauben sind 15 bis 25 Zentimeter lang und 5 bis 6 Zentimeter breit. Die lanzettlich-deltoiden Brakteen weisen eine Länge von 4 bis 6 Millimeter auf. Die leuchtend roten, grünlich gespitzten Blüten stehen an 8 Millimeter langen Blütenstielen und werden beim Öffnen gelb. Sie sind 20 bis 25 Millimeter lang und an ihrer Basis kurz verschmälert. Oberhalb des Fruchtknotens sind die Blüten leicht verengt und dann zu ihrer Mündung wieder erweitert. Ihre Perigonblätter sind auf einer Länge von 8 Millimetern nicht miteinander verwachsen. Die Staubblätter und der Griffel ragen bis zu 1 Millimeter aus der Blüte heraus.

## Systematik, Verbreitung und Gefährdung
Aloe perryi ist auf Sokotra auf Kalkfelsen in Höhen von bis zu 650 Metern weit verbreitet.
Die Erstbeschreibung durch John Gilbert Baker wurde 1880 veröffentlicht.
Aloe perryi wird in der Roten Liste gefährdeter Arten der IUCN als „Near Threatened (NT)“, d. h. gering gefährdet, eingestuft.

## Nachweise